# Rick Dees
Rick Dees est un acteur et disc jockey américain né le 14 mars 1950 à Jacksonville en Floride (États-Unis).

## Filmographie
- 1978 : Record City (en) : Gordon
- 1979 : Casper and the Angels (série TV) (voix)
- 1982 : Stanley, the Ugly Duckling (TV) : Nathan
- 1986 : Gladiator (The Gladiator) (TV) : Garth Masters
- 1987 : La Bamba : Ted Quillen
- 1990 : Jetsons: The Movie : Rocket Rick Ragnarok (voix)
- 1996 : The Hunchback of Notre Dame: Festival of Fools (TV) : Host
- 1965 : Des jours et des vies (« Days of Our Lives ») (série TV) : Ricardo Diaz (1999)
- 2006 : Longtime Listener : Rick Dees